# Coralliocaris viridis
Coralliocaris viridis är en kräftdjursart som beskrevs av Bruce 1974. Coralliocaris viridis ingår i släktet Coralliocaris och familjen Palaemonidae. Inga underarter finns listade i Catalogue of Life.